# George Clement Perkins
George Clement Perkins, född 23 augusti 1839 i Kennebunkport, Maine, död 26 februari 1923 i Oakland, Kalifornien, var en amerikansk republikansk politiker. Han var den 14:e guvernören i delstaten Kalifornien från 8 januari 1880 till 10 januari 1883 och ledamot av USA:s senat från Kalifornien 1893-1915.
Han var gift med Ruth Parker. Hans grav finns på Mountain View Cemetery i Oakland.